# Pituophis lineaticollis
La culebra sorda centroamericana (Pituophis lineaticollis) es una especie de serpiente que pertenece a la familia Colubridae. Es nativa de Guatemala y México. Su rango altitudinal oscila entre 800 y 2500 m s. n. m.. Su hábitat natural se compone de bosque húmedo, bosque nuboso, y bosque de coníferas. Es una especie terrestre que se alimenta principalmente de pequeños roedores.

## Taxonomía
Se reconocen las siguientes subespecies:
- Pituophis lineaticollis gibsoni Stuart, 1954
- Pituophis lineaticollis lineaticollis (Cope, 1861)